# Eduardo Arana Ysa
Eduardo Arana Ysa (nascut el 18 d'octubre de 1965) és un polític i advocat peruà que excerceix com a primer ministre del Perú des del maig de 2025. Anteriorment, va exercir com a Ministre de Justícia i Drets Humans del setembre de 2023 al maig de 2025.

## Trajectòria
Arana va néixer el 18 d'octubre de 1965. Va estudiar a l'Escola Salesiana Don Bosco de Callao, graduant-se el 1982, quan vivia al districte de Bellavista. És llicenciat en Dret i Ciències Polítiques per la Universitat Inca Garcilaso de la Vega. És professor a la Universitat Nacional Federico Villarreal des del 2000.
Arana va ser cap del personal assessor de Javier Villa Stein quan va ser president del Poder Judicial del Perú entre 2009 i 2011. També va ser nomenat àrbitre per l'Òrgan Supervisor de Contractes de l'Estat (OSCE) i secretari del Consell Nacional del Poder Judicial.
Va entrar a la política quan es va presentar com a regidor del districte de San Isidro per Aliança per al Progrés, a les eleccions municipals de 2018. Tanmateix, no va ser elegit. Després va exercir com a assessor a les comissions de Justícia i Educació durant els mandats de la congressista i exfiscal general Gladys Echaíz.
El 6 de setembre de 2023, Arana va ser nomenat nou ministre de Justícia i Drets Humans per la presidenta Dina Boluarte, en substitució de Daniel Maurate, qui va ser ascendit a una altra cartera ministerial. El 13 d'abril de 2025, va anunciar la seva dimissió, però va ser oficialment destituït després de ser nomenat primer ministre per Dina Boluarte després de la dimissió de Gustavo Adrianzén.